# Kinh kịch
Kinh kịch (京劇/京剧) hay kinh hí (京戲/京戏) hay hí kịch là một thể loại ca kịch của Trung Quốc hình thành và phát triển mạnh tại Bắc Kinh vào thời vua Càn Long của vương triều nhà Thanh, là kết quả của sự trộn lẫn giữa Huy kịch với Hán kịch. Kinh kịch được khai sinh khi 'Bốn đoàn Huy kịch lớn' mang Huy kịch, vào năm 1790 đến Bắc Kinh, cho lễ sinh nhật thứ 80 của Càn Long vào ngày 25 tháng 9. Ban đầu nó được biểu diễn cho triều đình và chỉ được cung cấp cho công chúng sau này. Năm 1828, một số đoàn kịch Hồ Bắc nổi tiếng đã đến Bắc Kinh và biểu diễn cùng đoàn kịch An Huy. Sự kết hợp dần dần hình thành giai điệu của Kinh kịch. Kinh kịch thường được coi là hoàn toàn được hình thành vào năm 1845. Mặc dù nó được gọi là Kinh kịch, nguồn gốc của nó là ở phía nam An Huy và phía đông Hồ Bắc, có chung một phương ngữ tiếng Quan Thoại Hạ Giang. Hai giai điệu của Kinh kịch chính là Tây bì và Nhị hoàng, có nguồn gốc từ Hán kịch sau khoảng năm 1750. Giai điệu của Kinh kịch rất giống với vở Hán kịch, do đó Hán kịch được biết đến rộng rãi như là mẹ của Kinh kịch. Tây bì chỉ loại hình múa rối từ tỉnh Thiểm Tây. 
Trung Quốc múa rối cho thấy luôn luôn liên quan đến ca hát. Nhiều cuộc đối thoại cũng được thực hiện dưới hình thức cổ xưa của tiếng Quan Thoại, trong đó tiếng địa phương Trung Nguyên Quan Thoại của Hà Nam và Thiểm Tây là gần nhất. Hình thức tiếng Quan Thoại này được ghi lại trong cuốn sách Trung Nguyên vận âm. Nó cũng hấp thu âm nhạc từ các loại kịch khác và các hình thức nghệ thuật âm nhạc Trực Lệ. Một số học giả tin rằng hình thức âm nhạc Tây bì có nguồn gốc từ Tần xoang lịch sử, trong khi nhiều quy ước dàn dựng, các yếu tố về hiệu suất và các nguyên tắc thẩm mỹ được giữ lại từ Côn khúc, trước đó là nghệ thuật cung đình.

## Lịch sử
Ban đầu nghệ thuật diễn tuồng sân khấu của Trung Hoa cổ được gọi là ca kịch hay hí kịch là một thể loại diễn tuồng bao gồm ca múa (ngâm khúc kèm theo nghệ thuật vũ đạo), thậm chí có cả các loại tạp kĩ pha trộn như kể chuyện, các màn nhào lộn, xiếc, diễn hoạt kê (tiếu lâm khôi hài), đối thoại trào lộng và võ thuật.
Từ thời nhà Đường trở về trước nghệ thuật diễn tuồng sân khấu được gọi là hí kịch.
Các thể loại kịch của Trung Quốc cũng như các loại hình biểu diễn sân khấu tương tự tại các nước trong khu vực như Triều Tiên, Nhật Bản, Việt Nam thường lấy các sự tích câu chuyện những vị anh hùng trong dân gian và lịch sử làm đề tài chủ đạo.
Cho đến thời nhà Đường, được phát triển thành Tham quân hí (hoặc được gọi là Lộng tham quân) bao gồm hai vai: một người mặc y phục xanh lục tề chỉnh, thông minh cơ trí và linh lợi, tên vai diễn gọi là Tham quân; còn người kia ăn mặc lôi thôi, khờ khạo đần độn, tên vai diễn gọi là Thương cốt. Hai nhân vật này trong vở khi diễn thường có những lời đối đáp khôi hài trào lộng. Tham quân là vai chính, Thương cốt là vai phụ. Đôi khi Tham quân là đối tượng để làm trò cười và cuối cùng bị Thương cốt đánh đập.
Đến thời nhà Tống, Tham quân hí biến thành Tạp kịch. Vai diễn cũng chỉ có hai người: Thương cốt (vai khờ khạo) được đổi thành tên Phó mạt, còn Tham quân (vai tinh khôn) được đổi tên là Phó tịnh. Trong khi diễn, diễn viên nam cũng có thể hóa trang thành nhân vật nữ để diễn xuất, được gọi là Trang đán. Đến thời Nam Tống, vùng đất Ôn Châu là nơi nổi danh về hí kịch, ca múa, nên sản sinh ra thể loại được gọi là Nam hí  (hí kịch Nam Tống).
Thời nhà Tống nghệ thuật diễn không chú ý đến các vai nữ (Đán giác). Vai nữ được xếp hạng là «đệ tử» (con em). Trong ban hát đều là nữ thì được gọi là «đệ tử tạp kịch». Vai chính được gọi là Chính đán, vai già là Lão đán, vai trẻ là Tiểu đán, Trà đán, Thiếp đán, v.v...
Vào thời nhà Nguyên, vai nữ (đán giác) lại rất được xem trọng. Đó cũng là điểm khác biệt giữa tạp kịch thời nhà Nguyên và tạp kịch thời nhà Tống.
Tính chất tạp kịch thời nhà Tống và thời nhà Nguyên có chung một tính chất là khôi hài, hoạt kê, nhưng tạp kịch thời nhà Nguyên có nhấn mạnh thêm tính chất phê phán thói đời và các tệ nạn xã hội.

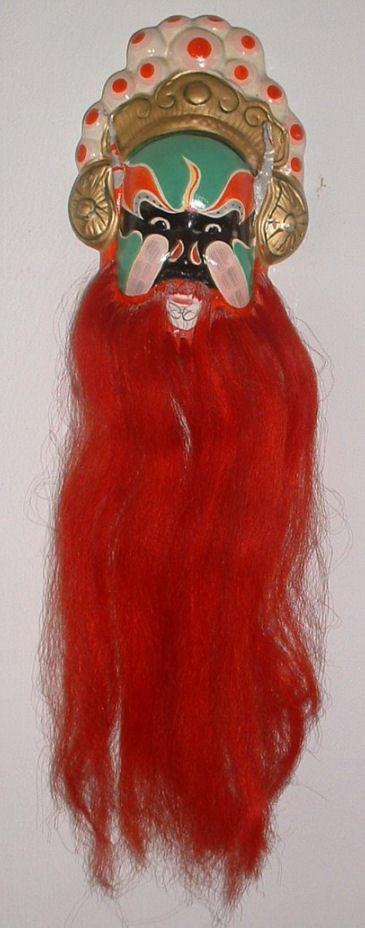
Một mặt nạ dùng trong Kinh kịch.

Tạp kịch thời nhà Nguyên là thành tựu rất lớn và ở giai đoạn đỉnh điểm hưng thịnh của nó trong suốt hai thế kỷ XIII-XIV. Nhiều nhà soạn những vở diễn tuồng múa hát rất nhiều, khoảng trên 150 người, trong số đó nổi tiếng nhất là Quan Hán Khanh có ít nhất cũng khoảng 60 vở tuồng.
Tạp kịch thời nhà Nguyên thâu hóa và chuyển thể các tác phẩm văn học Trung Quốc cổ đại. Trong một vở thường có bốn hồi và đôi khi có thêm phần phi lộ. Vai chính phải hát trong thời gian diễn suốt vở kịch. Dù các nhạc phổ của Nguyên khúc không còn giữ được, nhưng qua hình ảnh và các tư liệu còn lại, người ta đã phát hiện các loại nhạc cụ gồm sáo, trống, não bạt.
Các nhân vật trong tạp kịch thời nhà Nguyên là anh hùng, văn nhân, kĩ nữ, cường đạo, quan tòa, ẩn sĩ, và các vai siêu nhiên (ma, qủy, v.v...).
Cuối thời nhà Nguyên, Nam hí chuyển hóa thành thể loại Truyền kỳ. Truyền kì tập trung vào các chủ đề tình cảm lãng mạn trên sân khấu trong suốt 200 năm sau đó. Âm nhạc trong thể loại Nam hí bao gồm các khúc hát và ca từ trong dân gian, các bài ca dao ở thôn quê mang tính chất đặc thù địa phương khá đậm. Do vậy trong Truyền kì nghệ thuật diễn đã phát triển thành hệ thống bốn giọng nói địa phương: Hải Diêm, Dặc Dương, Dư Diêu, và Côn Sơn. Các Khúc hát vùng Côn Sơn được gọi là Côn khúc thống lĩnh sân khấu từ cuối thời nhà Minh.
Đến thời nhà Thanh thì Côn khúc được gọi là Nhã bộ, rất được giới sĩ phu trí thức hâm mộ. Vào giai đoạn Côn Khúc suy tàn, các loại hí kịch địa phương mới có dịp nở rộ và được gọi theo tên địa phương như Xuyên kịch của vùng Tứ Xuyên, Tương kịch của vùng Tương Dương, cho đến Cống kịch, Huy kịch, v.v... mà sau này tất cả được gọi là chung là Kinh Kịch. Kinh kịch đôi khi được diễn giải là loại hát kịch ở Bắc Kinh.
Ngày nay, giới trẻ ở Trung Quốc không còn ham thích loại nghệ thuật sân khấu tuồng cổ này nữa.
Trong Kinh kịch thường hay có các màn nhào lộn, xiếc, và diễn trò và không có vị trí gì trong võ thuật Trung Hoa. Nhưng võ thuật Trung Hoa đã thâm nhập vào loại hình nghệ thuật này và góp sức làm giàu thêm cho khung cảnh Văn hóa Trung Hoa.
Sau này các diễn viên Kinh kịch được đào tạo bài bản thường chuyển sang thành các diễn viên võ thuật trong điện ảnh như Quan Đức Hưng là người đầu tiên diễn vai Hoàng Phi Hồng, Thành Long (còn gọi là Jackie Chan) trong các thể loại phim võ hài do anh đổi mới phong cách cùng với Hồng Kim Bảo để thoát ra khỏi tầm ảnh hưởng của thể loại phim Kungfu của Lý Tiểu Long khởi xướng từ cuối thập kỉ 1960, Lục Tiểu Linh Đồng trong vai Tôn Ngộ Không trong bộ phim truyền hình nhiều tập Tây du ký được chuyển thể từ tác phẩm văn học cùng tên của nhà văn Ngô Thừa Ân thời nhà Minh,...
Có thể nói rằng Kinh kịch đã góp phần làm phong phú diện mạo của điện ảnh Hồng Kông và Trung Quốc hiện đại. Do đó có người cho rằng trong thể loại phim quyền cước của Hồng Kông có hai loại võ thuật là võ thuật thật sự của các võ sư và quyền sư tham gia diễn và võ thuật sân khấu của những diễn viên Kinh kịch chuyển sang.